# MUFG Bank

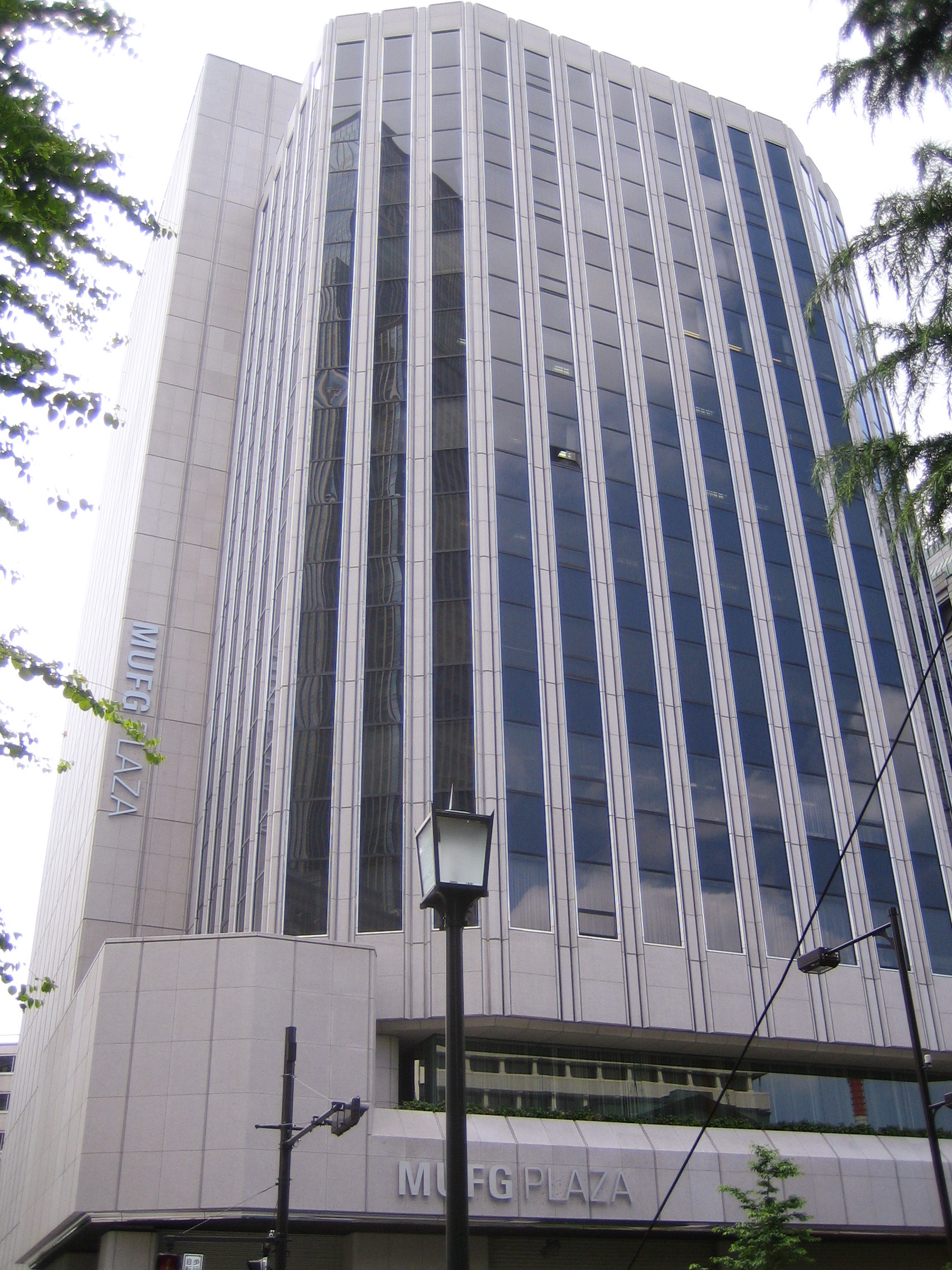
Agência Nihombashi em Tóquio (antiga sede do Bank of Tokyo)

O MUFG Bank, Ltd. (株式会社三菱UFJ銀行, Kabushiki gaisha Mitsubishi UFJ Ginkō) é um banco japonês com sede em Marunouchi, Chiyoda, Tóquio. Ele atua como o principal braço bancário de varejo, corporativo e de investimento do Mitsubishi UFJ Financial Group (MUFG).
O banco foi fundado em 1º de janeiro de 2006 pela fusão do The Bank of Tokyo-Mitsubishi, Ltd. e do UFJ Bank Limited, inicialmente sob o nome The Bank of Tokyo-Mitsubishi UFJ, Ltd. (株式会社三菱東京UFJ銀行, Kabushiki-gaisha Mitsubishi Tōkyō UFJ Ginkō). Em 1º de abril de 2018, o nome foi alterado para alinhar-se à sua holding.
Em 2019, o MUFG Bank foi classificado como o maior banco do Japão e o terceiro maior do mundo.

## História

### Formação
O MUFG Bank é o produto de três fusões bancárias que ocorreram entre 1996 e 2006. Mitsubishi Bank foi fundado em 1880 por um ex-samurai, Yatarō Iwasaki , e era um membro central do Mitsubishi Group de empresas. Fundiu-se com o The Bank of Tokyo em 1996 para formar o The Bank of Tokyo-Mitsubishi, Ltd. (株式会社東京三菱銀行, Kabushiki kaisha tōkyō mitsubishi ginkō), que naquela época era o maior banco do mundo em termos de ativos totais. Em 1998, após a fusão do os então segundo e terceiro maiores bancos suíços, Union Bank of Switzerland e Swiss Bank Corporation, o recém-criado UBS AG se tornou o segundo maior do mundo na época, atrás apenas do Bank of Tokyo-Mitsubishi.
O Banco de Tóquio historicamente se concentrou em negócios de câmbio desde sua fundação como o Yokohama Specie Bank em 1880, enquanto a Mitsubishi teve um foco mais forte em serviços bancários corporativos e de varejo nacionais. Ambos os bancos estavam relativamente saudáveis após a bolha de preços de ativos japoneses. Até a fusão Tokyo-Mitsubishi ocorrer em 1996, o Sanwa Bank, que era sediado em Osaka e era a âncora do Sanwa Group keiretsu, era considerado o banco mais forte do Japão, e tinha como objetivo ser o maior banco do mundo durante a "era da bolha".
Em 2000, no entanto, o Sanwa era o quarto maior banco do Japão. Entrou em negociações de fusão com outros dois grandes bancos, o Asahi Bank e o Tokai Bank, para criar o terceiro maior banco do mundo em ativos. A Asahi (agora parte da Resona Holdings) retirou-se dessas negociações mais tarde naquele ano. Em 2001, a Toyo Trust & Banking Co. foi adicionada ao grupo de fusão e a empresa combinada deveria ser chamada de "United Financial Holdings of Japan".
A fusão foi concluída em 2002 e o novo banco foi oficialmente denominado UFJ Bank Ltd. (株式会社ユーエフジェイ銀行, Kabushiki kaisha yūefujei ginkō). A UFJ tinha sede em Nagoya, a sede histórica do Tokai Bank. Durante sua curta existência, foi atormentada por problemas de dívida inadimplente e por brigas internas entre os funcionários de suas empresas predecessoras.
As holdings do BTM e do UFJ concordaram em se fundir em 2005, formando o maior banco do Japão em ativos e capitalização de mercado. Isso levou a um litígio entre o BTM e o Sumitomo Trust & Banking Co., que havia concordado anteriormente com uma aliança com o UFJ sob a qual assumiria as operações de trust banking do UFJ. O BTM e o UFJ resolveram sua disputa por 2,5 bilhões de ienes no final de 2006. A fusão das duas holdings bancárias foi concluída em 1º de outubro de 2005, criando o Mitsubishi UFJ Financial Group. 
As principais unidades bancárias da MTFG e da UFJ Holdings, o Bank of Tokyo-Mitsubishi, Ltd. e o UFJ Bank Ltd., respectivamente, continuaram a operar separadamente até 1º de janeiro de 2006, quando as duas unidades se combinaram para formar o Bank of Tokyo-Mitsubishi UFJ, Ltd. (BTMU)

### Operações pós-fusão

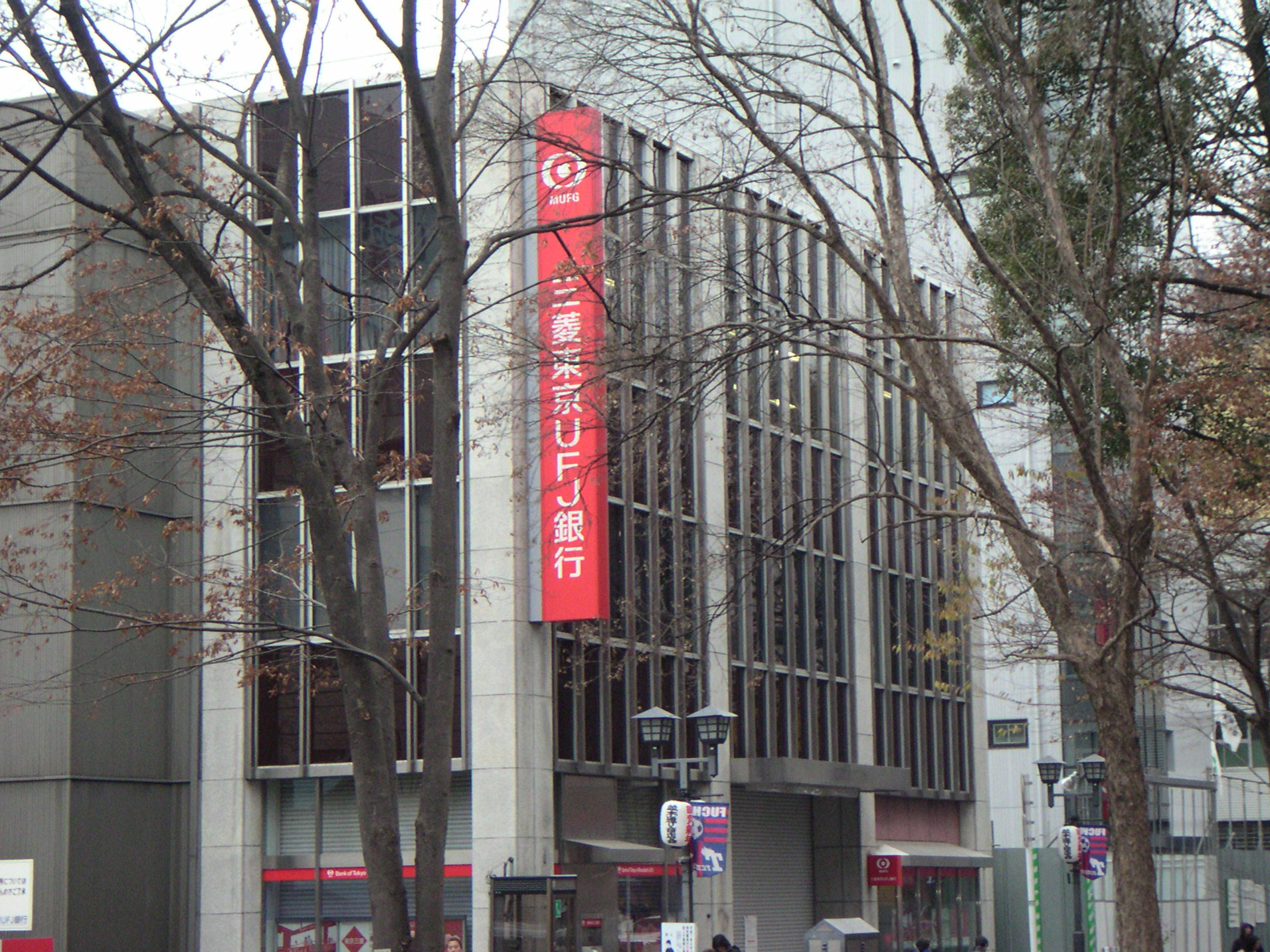
Em Fuchu Branch.

Em 29 de setembro de 2008, o Mitsubishi UFJ Financial Group anunciou que adquiriria uma participação acionária no Morgan Stanley por US$ 9 bilhões. Em meio à quebra do mercado de ações de outubro de 2008, preocupações sobre a conclusão do acordo com a Mitsubishi causaram uma queda drástica no preço das ações do Morgan Stanley para níveis vistos pela última vez em 1994. O preço das ações do Morgan Stanley se recuperou consideravelmente depois que a Mitsubishi UFJ fechou o acordo em 14 de outubro de 2008. O pagamento do MUFG deveria ser feito eletronicamente; no entanto, como precisava ser feito em caráter de emergência no Dia de Colombo quando os bancos estavam fechados nos EUA, o MUFG emitiu um cheque físico de US$ 9 bilhões, o maior valor emitido por meio de cheque físico na época. O cheque físico foi aceito por Robert A. Kindler, chefe global de fusões e aquisições e vice-presidente do Morgan Stanley, nos escritórios da Wachtell Lipton.
O banco expandiu seus negócios de câmbio (FX) fora do Japão, impulsionado por uma base de capital mais ativa na Ásia, Américas e Europa. Embora sua base de clientes tradicional seja composta por empresas japonesas, os empréstimos corporativos no exterior cresceram 35% nos nove meses até 31 de dezembro de 2011, especialmente em regiões de alto crescimento como Ásia, América Latina e Oriente Médio.
O Mitsubishi Bank e o Bank of Tokyo tinham subsidiárias bancárias significativas na Califórnia (Bank of California e Union Bank respectivamente) antes de sua fusão. Na época da fusão, esses bancos dos EUA também se fundiram para formar a UnionBanCal Corporation. O BTM listou o UnionBanCal na Bolsa de Valores de Nova York em 1999. Em 2008, o BTMU comprou todas as ações em circulação do UnionBanCal. O BTMU transferiu suas operações bancárias sediadas em Nova York para o Union Bank e renomeou a empresa para MUFG Union Bank em 2014. O BTMU foi investigado por reguladores bancários de Nova York sobre seu papel no roteamento de pagamentos para clientes iranianos por meio de sua filial em Nova York, violando as sanções dos EUA. O BTMU fez um acordo com o estado por US$ 250 milhões em 2013. Um segundo acordo foi fechado por US$ 315 milhões em 2014, após descobrir-se que a PricewaterhouseCoopers havia alterado um relatório de investigação sobre o assunto; a própria PwC foi multada em US$ 25 milhões em relação ao assunto.
Em 1º de abril de 2018, o banco foi renomeado para MUFG Bank Ltd. (三菱UFJ銀行, Mitsubishi UFJ Ginkō). Essa mudança de nome alinhou o nome do banco com o nome da holding, Mitsubishi UFJ Financial Group (MUFG), removendo "Tokyo" do nome.

## Holdings
- UnionBanCal Corporation (aproximadamente 63% em fev. de 2005; 68% em 2004; 100% em 2008)
- Chong Hing Bank (9,66%)
- Morgan Stanley (22,41%).
- Bank of Ayudhya (76,88% em 5 de janeiro de 2015; 72% em 19 de dezembro de 2013)[23]
- Bank Danamon (92,47%)